# Schwindriss
Schwindriss (auch Schwindungsriss, Schwundriss) ist ein Fachbegriff aus dem Bauwesen für Risse in Bauteilen, insbesondere solchen aus Holz, Beton oder Putz. Diese Risse entstehen durch Verdunstung oder chemische Umsetzung von eingelagerter Flüssigkeit. Durch das „Schwinden“ – also das Verkleinern des Volumens – kommt es zu Zugspannungen (Eigenspannungen), die bei sprödem Material zur Bildung von Schwindrissen führen.
Die Schwindrissneigung hängt ab von der Verdunstungsgeschwindigkeit sowie dem auf den Materialien lastenden Druck. Sie spielt insbesondere bei der Holzverarbeitung und den Trageigenschaften von Betonbauteilen eine Rolle.
Häufig ist es erforderlich, Keramik nach dem Brennen sowie Metallguss nach dem Gießen langsam abzukühlen, um Schwindrisse durch innere Spannungen zu vermeiden. Auch Verfahren wie das Tempern und Spannungsarmglühen dienen dem Abbau innerer Spannungen.